# La Tinaja, Pátzcuaro
La Tinaja är en ort i Mexiko.   Den ligger i kommunen Pátzcuaro och delstaten Michoacán de Ocampo, i den södra delen av landet, 250 km väster om huvudstaden Mexico City. La Tinaja ligger 2 114 meter över havet och antalet invånare är 201.
Terrängen runt La Tinaja är kuperad. Runt La Tinaja är det ganska tätbefolkat, med 179 invånare per kvadratkilometer. Närmaste större samhälle är Pátzcuaro, 10,6 km väster om La Tinaja. I omgivningarna runt La Tinaja växer huvudsakligen savannskog.